# Februarie 1990
Acest articol este generat integral pe baza informațiilor din articolul 1990 și este actualizat periodic de un robot.
 Editările făcute în articol vor fi șterse la următoarea actualizare! Dacă doriți să faceți modificări, editați articolul-sursă.

ianuarie -
februarie -
martie -
aprilie -
mai -
iunie -
iulie -
august -
septembrie -
octombrie -
noiembrie -
decembrie
Februarie 1990 a fost a doua lună a anului și a început într-o zi de joi.

## Evenimente
- 1 februarie: Este anunțată constituirea iminentă a unui Consiliu Provizoriu de Uniune Națională (C.P.U.N.), format prin restructurarea C.F.S.N.-ului.
- 2 februarie: Este reînființată Societatea Română de Filosofie.
- 2 februarie: Tribunalul Militar Teritorial București pronunță sentința în procesul a patru dintre colaboratorii apropiați ai lui Nicolae Ceaușescu: Manea Mănescu, Tudor Postelnicu, Emil Bobu, Ion Dincă - detenție pe viață și confiscarea totală a averilor personale.

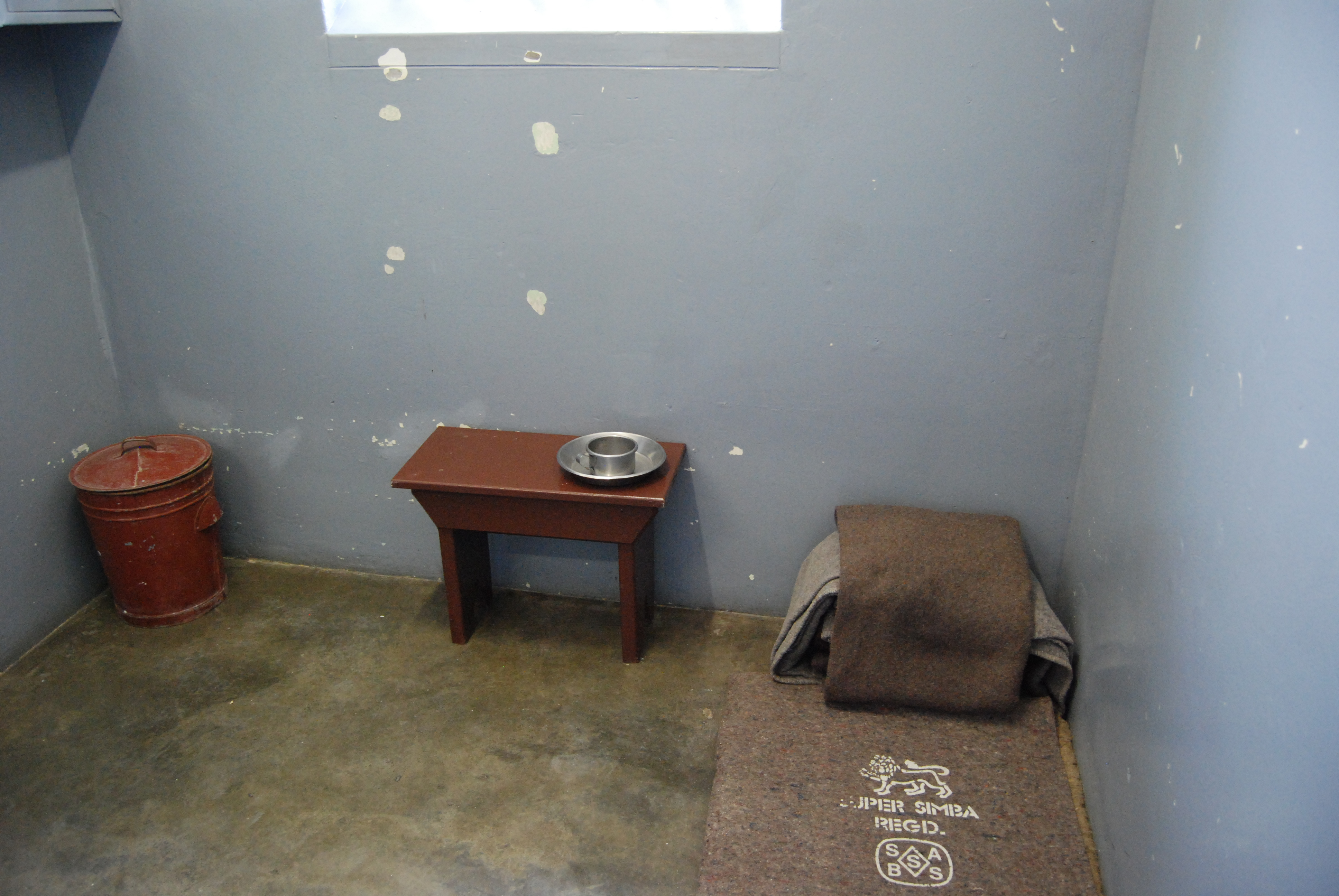
Celula unde a stat închis Nelson Mandela. La 11 februarie a fost eliberat.

- 5 februarie: S-a reînființat, la București, Muzeul Țăranului Român.
- 5 februarie: În România apare decretul privind activitatea economică pe baza liberei inițiative.
- 6 februarie: Transformarea CFSN în partid politic, sub forma Frontului Salvării Naționale (FSN).
- 11 februarie: Liderul sud-african, Nelson Mandela, a fost eliberat din închisoare, după 27 de ani petrecuți în arest.
- 15 februarie: A fost înființată Uniunea Teatrelor din România - UNITER, avându-l ca președinte pe actorul Ion Caramitru.
- 28 februarie: La București, în Piața Victoriei are loc o demonstrație împotriva Securității. Se declanșează violențe după ce un grup forțează intrarea în sediul guvernului. Seara, armata restabilește ordinea și sosesc minerii.[1] Începe A doua mineriadă, la București sosind circa 4.000 de mineri din Valea Jiului.

## Nașteri
Hersi Matmuja, cântăreață albaneză
Duje Čop, fotbalist croat
Aleksandar Tonev, fotbalist bulgar
Sean Kingston, cântăreț jamaican
Alin Alexuc-Ciurariu, luptător român
Laura Glavan, actriță română
Marian Pleașcă, fotbalist român
Rebecca Ward, scrimeră americană
Klay Thompson, baschetbalist american
Yacine Brahimi, fotbalist algerian
Alina Bercu, pianistă română
Mihaela Bulică, scrimeră română
Sony Mustivar, fotbalist francez
Robert Griffin III, jucător de fotbal american
Kevin Strootman, fotbalist olandez
Paweł Olkowski, fotbalist polonez
Mamadou Sakho, fotbalist francez
Cristian Daminuță, fotbalist român
Zohib Islam Amiri, fotbalist afgan
Charles Pic, pilot de curse auto francez
The Weeknd, cântăreț și producător de muzică din Canada
Irina Glibko, handbalistă ucraineană
Kehinde Fatai, fotbalist nigerian
Ciro Immobile, jucător italian de fotbal
Chika Aoki, scrimeră japoneză
Juninho Potiguar, fotbalist brazilian
Marius Alexe, fotbalist român
Sorin Copilul de Aur, cântăreț român de manele
Ana Maria Popa, handbalistă română
Gabriel Matei, fotbalist român

## Decese
Heinz Haber, 76 ani, fizician german (n. 1913)
Constantin Sibirschi, 62 ani, matematician rus (n. 1928)
George Ciucu, 63 ani, politician român (n. 1927)
Ion Moina, atlet român (n. 1921)
József Moravetz (Iosif Moravet), 79 ani, fotbalist român (n. 1911)
Isaac Jacob Schoenberg, 87 ani, matematician american (n. 1903)
Florin Pucă, 57 ani, grafician român (n. 1932)
Alexandru Rosetti, 94 ani, filolog român, lingvist, istoric al limbii române (n. 1895)